# 七号站
七號站位于内蒙古自治区阿拉善盟额济纳旗境内，是清绿铁路一个中间车站，距建国营站104公里，有联络线前往七号点号。